# Shinji Ono
Shinji Ono (小野 伸二 Ono Shinji?, Numazu, Shizuoka, 27 de septiembre de 1979) es un exfutbolista y comentarista deportivo japonés que jugaba como centrocampista. Su último club fue Consadole Sapporo de la J1 League japonesa.
Conocido como Tensai, que en japonés significa "genio", desde su juventud, Ono es una de las más grandes estrellas del fútbol asiático, y destaca por su visión de juego, su técnica y su buena transmisión de balón. Aunque normalmente juega de mediapunta, puede jugar en cualquier posición en el centro del campo, incluyendo pivote defensivo o interior, ya sea derecho o izquierdo.

## Carrera
Ono se crio en la escuela de fútbol japonés de la Prefectura de Shizuoka y comenzó su carrera profesional con el Urawa Red Diamonds de la J. League en 1998. En ese mismo año se convirtió en el jugador más joven de la selección de Japón en el mundial de 1998 a los 18 años, donde hizo una aparición como suplente.
Captó la atención de los clubes extranjeros con su actuación en la Copa Mundial Juvenil de 1999 de Nigeria, donde capitaneó a la selección sub-20 japonesa, llegando a la final, donde perdieron contra la selección sub-20 de España. Pero más tarde, en ese mismo año, sufrió una grave lesión de rodilla en un partido de clasificación para los Juegos Olímpicos de 2000 con la selección sub-23, lo que le obligó a perderse el resto de la temporada y el Preolímpico. No pudo recuperar al completo su forma física a tiempo para los Juegos Olímpicos de Sídney y Urawa descendió a la segunda división del fútbol japonés en su ausencia. Pero en lugar de fichar por otro club de la J1 League o del extranjero, Ono se quedó con el Urawa para la temporada 2000-01 y ayudó en el regreso del club a Primera División.
Después de una buena actuación en la Copa Confederaciones de 2001, Ono fichó por el Feyenoord Rotterdam de la Eredivisie neerlandesa en 2001. En su primera temporada, consiguió ganar la UEFA de 2002, convirtiéndose en el primer jugador japonés en la historia en ganar una competición europea a nivel internacional. Sin embargo, una serie de lesiones lo mantuvo inactivo durante largos períodos de tiempo. Después de haberse perdido la mayor parte de la temporada 2004-05, después de su cuarta temporada en Róterdam, el club estaba dispuesto a venderlo.
El 13 de enero de 2006, después de un intento fallido de permanecer en el fútbol europeo, Ono volvió a la J1 League, firmando por 3 años con su antiguo club, el Urawa Red Diamonds.
Cuando volvió a estar en forma forma, Ono se convirtió en un miembro habitual de la Selección de Japón. Después de su aparición en la Copa del Mundo de 1998, fue un miembro clave en el equipo japonés en la Copa del mundo de 2002. Ha representado a Japón en todas las categorías de edad a partir de la sub-16, y fue una de las tres selecciones de mayor edad de la establecida en los Juegos Olímpicos de 2004 en Atenas. A pesar de que las lesiones limitaron a Ono a una sola aparición en la ronda final de la fase de clasificación para la Copa del Mundo de 2006 e hicieron que se perdiera la Copa FIFA Confederaciones en 2003 y 2005, jugó su tercera Copa Mundial  en Alemania.
Desde su regreso a Urawa, Ono, que había sufrido de lesiones repetitivas, se abstuvo de reclamar la titularidad. En el mercado de invierno de 2007, Ono volvió a Europa para firmar con el VfL Bochum de la Bundesliga alemana. El 3 de febrero de 2007, Ono hizo su debut en la Bundesliga en un partido fuera de casa contra el Werder Bremen y realizó dos asistencias que ayudaron al Vfl Bochum a conseguir su primera victoria en Bremen en el Weserstadion. Lamentablemente, Ono sufrió nuevas lesiones en los dos años siguientes en Bochum y sólo pudo jugar 34 partidos en los que dio cuatro asistencias. En el otoño de 2009 recibió dos amarillas, y por consiguiente una tarjeta roja en dos partidos consecutivos.
En mercado de invierno de la temporada 2009-10, Ono pidió el regreso a Japón por motivos personales. Diferentes clubes japoneses estaban interesados en el centrocampista, por lo que el VfL Bochum le permitió salir con la condición de que pudieran encontrar un sustituto.
Después de la firma de Marić Miloš en su sustitución, Ono pudo dejar el VfL Bochum. El 9 de enero de 2010, Ono volvió a su país natal, a la Prefectura de Shizuoka al firmar por el Shimizu S-Pulse. En una entrevista declaró que el principal motivo de su traslado era su voluntad de reunirse con su esposa y sus hijos que aún vivían en Japón.
En enero de 2021, Ono volvió a ser fichado por Hokkaido Consadole Sapporo.
Ono se retiró del fútbol profesional a los 44 años el 3 de diciembre de 2023 tras finalizar la temporada.
Actualmente es comentarista deportivo en DAZN Japan.

## Clubes
| Club                     | Año       | País         | Partidos | Goles |
| ------------------------ | --------- | ------------ | -------- | ----- |
| Urawa Red Diamonds       | 1998-2001 | Japón        | 86       | 20    |
| Feyenoord                | 2001-2006 | Países Bajos | 112      | 19    |
| Urawa Red Diamonds       | 2006-2007 | Japón        | 56       | 8     |
| VfL Bochum               | 2007-2009 | Alemania     | 64       | 0     |
| Shimizu S-Pulse          | 2010-2012 | Japón        |          |       |
| Western Sydney Wanderers | 2012-2014 | Australia    |          |       |
| Consadole Sapporo        | 2014-2019 | Japón        |          |       |
| FC Ryukyu                | 2019-2020 | Japón        |          |       |
| Consadole Sapporo        | 2021-2023 | Japón        |          |       |

## Selección nacional
| Selección          | Temporadas | Partidos | Goles |
| ------------------ | ---------- | -------- | ----- |
| Selección de Japón | 1998-2008  | 56       | 6     |

## Palmarés

### Distinciones individuales
- 1998 Campeonato Juvenil de la AFC: mejor jugador
- 1998 Mejor jugador asiático joven del año.
- 1998 Mejor debutante de la J. League
- 1998 Once ideal de la J. League
- 1999 Copa Mundial de Fútbol Sub-20: mejor once
- 2002 Futbolista asiático del año

### Títulos

#### Torneos locales
| Título                     | Club                     | Sede      | Año     |
| -------------------------- | ------------------------ | --------- | ------- |
| J1 League                  | Urawa Red Diamonds       | Japón     | 2006    |
| Copa del Emperador         | Urawa Red Diamonds       | Japón     | 2006    |
| Supercopa de Japón         | Urawa Red Diamonds       | Japón     | 2006    |
| Premiership de la A-League | Western Sydney Wanderers | Australia | 2012-13 |

#### Torneos internacionales
| Título                      | Equipo                     | Sede     | Año  |
| --------------------------- | -------------------------- | -------- | ---- |
| Campeonato Sub-17 de la AFC | Selección sub-17 del Japón | Catar    | 1994 |
| Copa Asiática               | Selección de Japón         | Líbano   | 2000 |
| Copa de la UEFA             | Feyenoord Rotterdam        | Róterdam | 2002 |
| Liga de Campeones de la AFC | Urawa Red Diamonds         | Saitama  | 2007 |

## Estadísticas

### Selección nacional
Fuente:
| Selección de Japón | Selección de Japón | Selección de Japón |
| Año                | Part.              | Goles              |
| ------------------ | ------------------ | ------------------ |
| 1998               | 3                  | 0                  |
| 1999               | 0                  | 0                  |
| 2000               | 12                 | 1                  |
| 2001               | 9                  | 1                  |
| 2002               | 8                  | 1                  |
| 2003               | 5                  | 0                  |
| 2004               | 7                  | 2                  |
| 2005               | 2                  | 0                  |
| 2006               | 9                  | 1                  |
| 2007               | 0                  | 0                  |
| 2008               | 1                  | 0                  |
| Total              | 56                 | 6                  |

#### Goles internacionales
| #  | Fecha                   | Lugar                  | Rival          | Gol | Resultado | Competición                                   |
| -- | ----------------------- | ---------------------- | -------------- | --- | --------- | --------------------------------------------- |
| 1. | 14 de octubre de 2000   | Sidon, Líbano          | Arabia Saudita | 4–1 | Victoria  | Copa Asiática 2000 Fase de grupos             |
| 2. | 31 de mayo de 2001      | Niigata, Japón         | Canadá         | 3–0 | Victoria  | Copa FIFA Confederaciones 2001 Fase de grupos |
| 3. | 16 de octubre de 2002   | Tokio, Japón           | Jamaica        | 1–1 | Empate    | Amistoso                                      |
| 4. | 1 de junio de 2004      | Mánchester, Inglaterra | Inglaterra     | 1–1 | Empate    | Amistoso                                      |
| 5. | 8 de septiembre de 2004 | Calcuta, India         | India          | 4–  | Victoria  | Clasificación para la Copa del Mundo de 2006  |
| 6. | 22 de febrero de 2006   | Yokohama, Japón        | India          | 6–0 | Victoria  | Clasificación para la Copa Asiática de 2007   |

#### Participaciones en fases finales
| Torneo                                     | Sede                  | Resultado        | Partidos | Goles |
| ------------------------------------------ | --------------------- | ---------------- | -------- | ----- |
| Copa Mundial de Fútbol Sub-17 de 1995      | Ecuador               | Primera fase     | 0        | 0     |
| Copa Mundial de Fútbol de 1998             | Francia               | Primera fase     | 1        | 0     |
| Juegos Asiáticos de 1998                   | Bangkok               | Segunda fase     | 0        | 0     |
| Campeonato Mundial Juvenil de la FIFA 1999 | Nigeria               | Subcampeón       | 6        | 2     |
| Copa Asiática 2000                         | Líbano                | Campeón          | 5        | 1     |
| Copa Confederaciones 2001                  | Corea del Sur / Japón | Subcampeón       | 5        | 1     |
| Copa Mundial de 2002                       | Corea del Sur / Japón | Octavos de final | 4        | 0     |
| Juegos Olímpicos de 2004                   | Atenas                | Primera fase     | 3        | 2     |
| Copa Mundial de Fútbol de 2006             | Alemania              | Primera fase     | 1        | 0     |